# Garrett Whitlock
Garrett Getts Whitlock (Snellville, Georgia, 11 de junio de 1996), más conocido como Garrett Whitlock, es un jugador profesional estadounidense de béisbol que se desempeña en la posición de lanzador en Boston Red Sox, equipo de las Grandes Ligas de Béisbol (MLB).

## Carrera
En 2021, Whitlock hizo su debut en la MLB con el equipo Boston Red Sox, donde lleva jugando cuatro temporadas.